# Leopold Hari
Leopold Hari (madžarsko Háry Lipót), slovensko-madžarski evangeličanski duhovnik, senior, pisatelj, *19. oktober 1901, Panovci, † 23. avgust 1980, Murska Sobota. 

## Življenjepis
Leopold Hari se je rodil 19. oktobra leta 1901 v Panovcih na Goričkem. Šolal se je na evangeličanskem liceju v Šopronu, kjer je maturiral in študiral na evangeličanski teološki fakulteti. Po koncanem študiju je bil administrator soboškega seniorja Štefana Kovača v Lendavi. Zelo zgodaj se je začel ukvarjati s politiko. Ze kot študent je bil pristaš Kleklove ljudske stranke, nato pa, ko je uvidel njene narodnostne zmote, začel urejati urejati časopis Naše novine. V Kovačevem duhu se je ognjevito zavzemal za prekmurski jezik, ki je bil pod velikim udarom od razpada Avstro-Ogrske. Leta 1929 se je v Sombothelu poročil z Olgo Szakonyi, ki mu je leta 1932 rodila sina Tiborja.
Najprej je opravljal kaplansko sluzbo v Gornjih Petrovcih in nato leta 1927 nastopil sluzbo rednega duhovnika v Domanjševcih, kjer je služboval do leta 1946, ko je bil po Kovačevi smrti izvoljen za rednega duhovnika v Murski Soboti. Leta 1928 je zgradil novo zupnišce v Domanjševcih. Med obema vojnama je v Düševnem listu objavljal številne teološke in moralno-filozofske članke. Leta 1948 je bil izvoljen za seniorja evangeličanske cerkve v LR Sloveniji. To službo je opravljal do leta 1953 in nato med leti 1959 ter 1965. Upokojil se je leta 1977. Umrl je 23. avgusta 1980 v starosti 79 let. Pokopan je na mursko-soboškem pokopališču.

## Dela
- Slovenska evangeličanska pesmarica, 1963